# Bugs Bunny: Superstar
Pour plus de détails, voir Fiche technique et Distribution.
Bugs Bunny: Superstar est un film documentaire de 1975 dont le sujet est les Looney Tunes, commenté par l'acteur Orson Welles. Il est produit et réalisé par Larry Jackson.
Le film inclut neuf des courts-métrages d'animation Merrie Melodies/Looney Tunes des années 1940, déjà diffusés au cinéma ; il forme ainsi une anthologie.

## Liste des cartoons
- Bugs Bunny à Hollywood (What's Cookin' Doc?, 1944)
- Un chasseur sachant chasser (A Wild Hare, 1940)
- Le Rendez-vous des mélomanes (A Corny Concerto, 1943)
- I Taw a Putty Tat (1948)
- Rhapsodie à quatre mains (Rhapsody Rabbit, 1946)
- Un drôle de poulet (Walky Talky Hawky, 1946)
- My Favorite Duck (1942)
- Dîner de monstres (Hair-Raising Hare, 1946)
- Adieu, monde cruel (The Old Grey Hare, 1944)

## Voix françaises
- Gérard Surugue : Bugs Bunny (What's Cookin' Doc?, A Wild Hare, Rhapsody Rabbit, Hair-Raising Hare et The Old Grey Hare)
- Patrice Dozier : Elmer Fudd (A Wild Hare, A Corny Concerto et The Old Grey Hare)
- Patricia Legrand : Titi (I Taw a Putty Tat) et Hennery le faucon (Walky Talky Hawky)
- Patrick Préjean : Grosminet (I Taw a Putty Tat)
- Benoît Allemane : Charlie le coq (Walky Talky Hawky)
- Michel Mella : Porky Pig (My Favorite Duck)
- Patrick Guillemin : Daffy Duck (My Favorite Duck)
- Bernard Métraux : Narrateur (What's Cookin' Doc?) et Annonceur (dans les cartoons)